# M2052制振合金
M2052とはマンガン73、銅20、ニッケル5、鉄2（原子重量%）からなり、高い制振性能を持つマンガン合金である。振動負荷を受け、合金内に双晶活動（発生・消失・移動）が起こることで振動エネルギーが熱エネルギーに変換され、制振性を発揮する。また軟鋼並みの引張破壊強度を持ち、塑性加工から機械加工を始め鋳造などほとんどの成型加工が可能、弾性限度内において振幅が大きいほど制振性能は高い値を示すという特徴がある。

## 特徴
上記の通りM2052は弾性限度内において振幅が大きいほど高い値を示す制振性能と自由形状設計性からくる汎用性の高さを大きな特徴としているため、当然のことながら各産業における振動問題への多様な対応が期待できる。
例えば、産業機械や工作機械における床振動や内部振動、ビビり振動の除振、制振、防振対策をはじめ、チェーンソーやエアーハンマーの衝撃緩衝による白蝋病対策、建築現場の粉砕機等の騒音に対する制音、減音、遮音対策はもとより、オーディオや測定器、電子機器では振動により発生する電磁誘導ノイズの対策、自動車や船舶、建築物の壁やダクトの伝達音の遮音、静音、減音等、期待できる対応は多岐にわたる。また、ドローン搭載カメラ映像のコンニャク現象など新しい振動問題にも対応が可能など、M2052の特徴は色々な分野の振動問題の対策に有効な要素となる。

## 歴史
M2052制振合金は双晶型と呼ばれる減衰機構を持ち、熱弾性マルテンサイト変態において見られる変態双晶の境界が非常に動きやすい性質があるため、大きな減衰能を発揮する。同じ双晶型であるソノストンは70年ほど前に発明され軍事関係の船舶に今でも健在である。
M2052制振合金は独立法人物質・材料研究機構において1988年 - 1995年にかけてMn合金の研究中に発明され特許登録された。
その後、1998年にブラックメタルとしてオーディオアクセサリーへの応用が始まり加工性が生かされてインシュレータ、ネジ、ワッシャ、粉体、シート材が開発されるに至っている。
産業界において初めて応用例が登場したのは（株）セイシンエンジニアリングから発表された工作機械のマウントと研削砥石のフランジ用パッキンである。
しかるに、M2052制振合金は使いやすく自由な形状の設計が可能でありながらまだ普及しているとは言えない状況である。そこには材料の製造組織とアプリケーション（使い方）の提案組織の連携に関する課題や、少量生産による原価高の解消に関する課題がある。最近の原材料価格もあるが、総需要が供給価格とバランスが取れるアプリケーションの提案と低価格化が急務である。

## 製法
M2052制振合金はMn73,Cu20,Ni5,Fe2（原子重量%）の原料比率で坩堝内で溶解され合金化する。溶解はアルゴンガスを満たした真空誘導炉で行われ、インゴットとなる。
次に鍛造によりビレットを作成し丸棒、板材、等の素材に加工する。
溶解工程では不純物O,N,S,Cの管理が重要で、坩堝からのコンタミネーションや原材料Mn,Cu,Ni,Feの純度、等が管理ポイントである。

## 制振合金の分類
制振合金は制振機構の観点から（1）複合型（2）強磁性型（3）転移型（4）双晶型の4 つに分類される。
制振性をもつ構造部材として古くから知られているのは複合型の鋳鉄であり、いまでも工作機械の母体・土台として活躍している。
強磁性型のサイレンタロイ（Fe-12Cr-3Al、東芝）やセレナ（Fe-2.4Al-0.54Si、NKK）は良く知られている。
転移型のマグネシウム合金は軽量である。
双晶型ではソノストン（Mn-37Cu-4.25Al-3Fe-1.5Ni、ManganeseMarine 社）がソナー対策に軍事用船舶のスクリューに利用されている。ソノストンに代表される双晶型制振合金の多くはMnとCuの合金が良く知られている。振幅依存性は 線形であり、制振性能は振幅に比例する特徴があるが成型加工の方法が限られ鋳物として利用している。
M2052制振合金は双晶型に属し、制振性能は振幅に比例する特徴を持ちながら多くの加工方法で部品製造が可能である。

## M2052制振合金の特性
M2052制振合金は以下の特性を持つ。
1. 制振特性は幅広い応力・周波数・温度に対応している。弾性領域であれば高振幅であるほど制振性は高い。周波数は < 0:01 Hz - 5 MHz にまたがって振動を吸収できる。利用温度は、4.2 - 375 Kと広い。
2. 強度は軟鋼程度であり、構造部材として機能する。
3. 成型加工性が優れ、製品の形状・サイズは自由に選択できる。
4. 制振性は対数減衰率で 0.2 - 0.3の量産実績を持つ。
5. ヘリウム液化温度でも制振性は維持され、延性も失わない。

### 機械的性質
M2052は以下の機械的特性を持つ。
許容応力：
- 引張り強度 540 MPa（圧縮）
- 縦弾性率（3点曲げ）67.7 GPa
- 横弾性率[注釈 3]（引張り）17.8 GPa
- ポアソン比（引張り）0.338
- 弾性限（引張り）300 MPa
- 耐力 0.2%（引張り）205 MPa
- 疲労限〔曲げ〕（応力）160 MPa 歪 5 × 105
- 硬さ Hv 100 - 130
- 線膨張係数[注釈 4]（300 K）22.4 × 10-6/deg
- 比熱[注釈 5]（300 K）512.7 J/Kg・K
- 熱伝導率[注釈 6]（300 K）10 W/m・K
- 磁性 常磁性/反強磁性[注釈 7]
- 密度 7.25 gr/cm3

### 振幅依存性
双晶型制振合金は振幅が大きくなる程双晶の発生数や移動が多くなる特性があり、その双晶活動のため振動吸収能力は増加する。

### 周波数依存性
周波数帯による制振性能は0.01 Hz - 超音波領域まで一貫して測定したデータがない。発明者の記述した文献は、75 Hz - 4.3 kHzの領域で行った周波数掃引法に基づく測定結果であるが、周波数が低くなる程、減衰特性は小さくなる。また、超音波域の 3 - 5 MHz という高周波域においても0.7以上の対数 減衰率が得られ、ゴム並であったという結果もある。

### 温度依存性
標準組成のM2052制振合金の制振性能は80℃を限界に高温域において特性が劣化する。
また、Mn,Cu,Ni,Feの組成を増減することで限界温度を高温シフトする研究が進んでいる。

## 加工性
M2052制振合金は多様な成型加工が可能である。
応用に必要な形状を得るための成型加工である鋳造、溶接、圧延、冷間鍛造、伸線、粉体製造、機械加工（切削、研削、等）プレス加工が可能である。

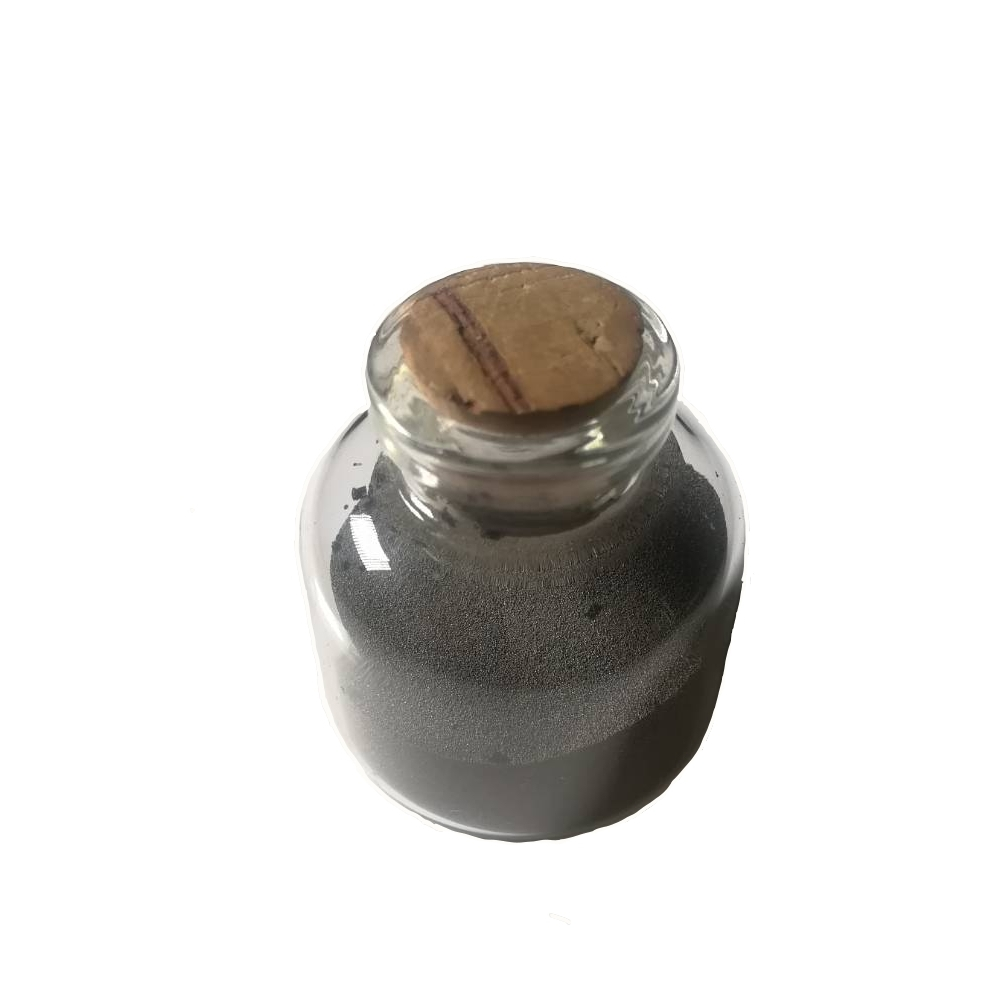
粉体
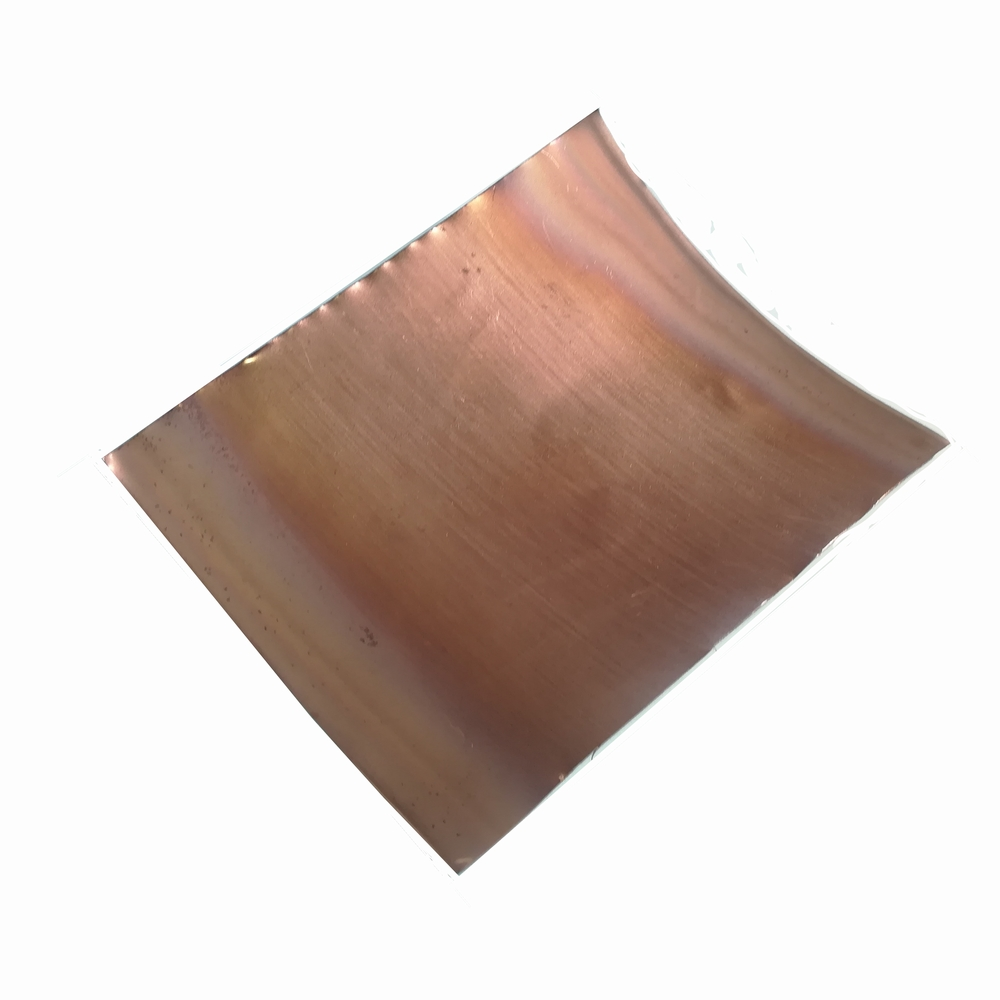
シート
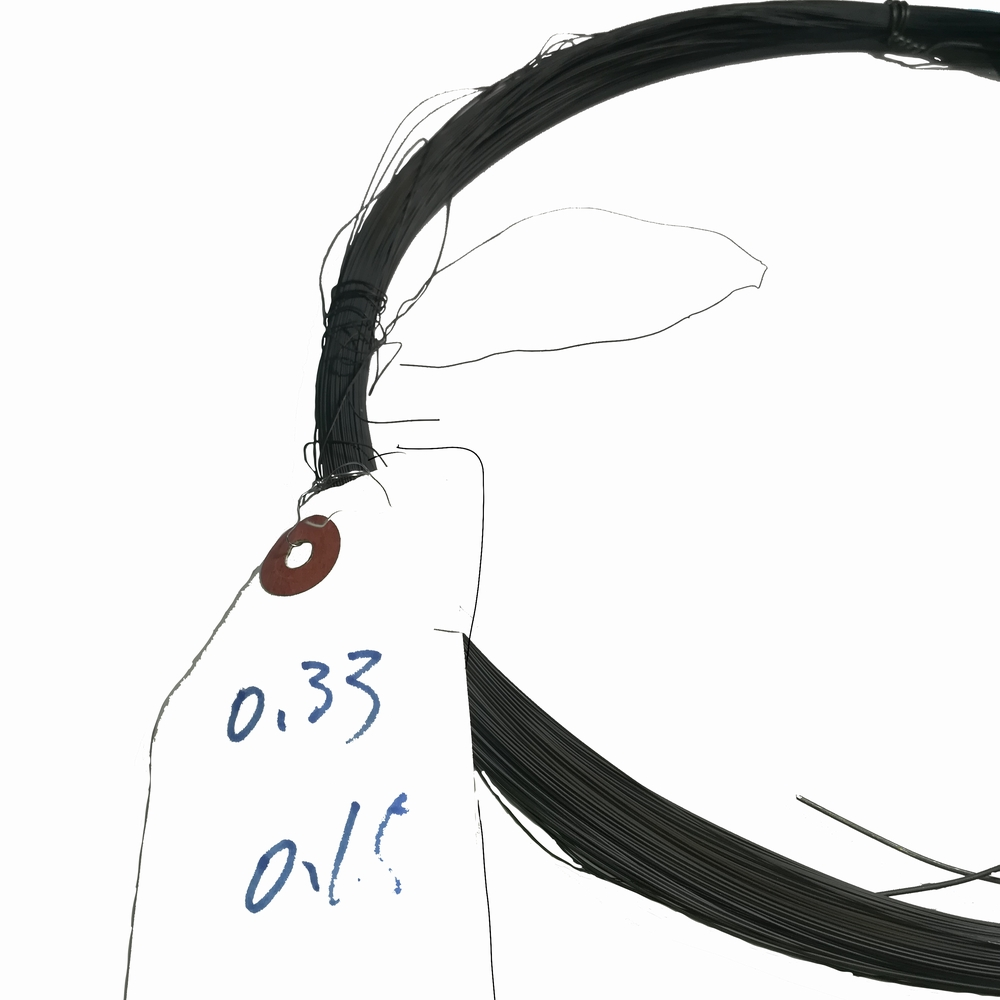
細線
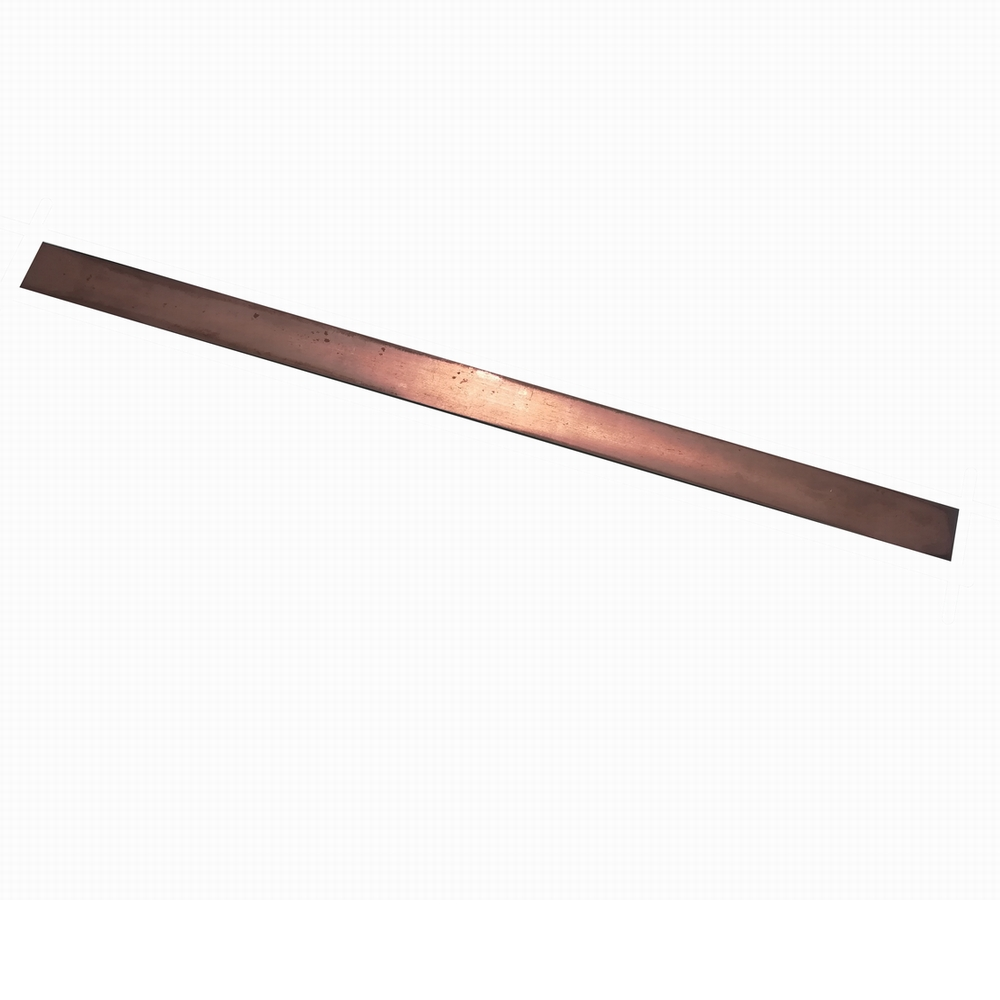
ツーリングスペイサ
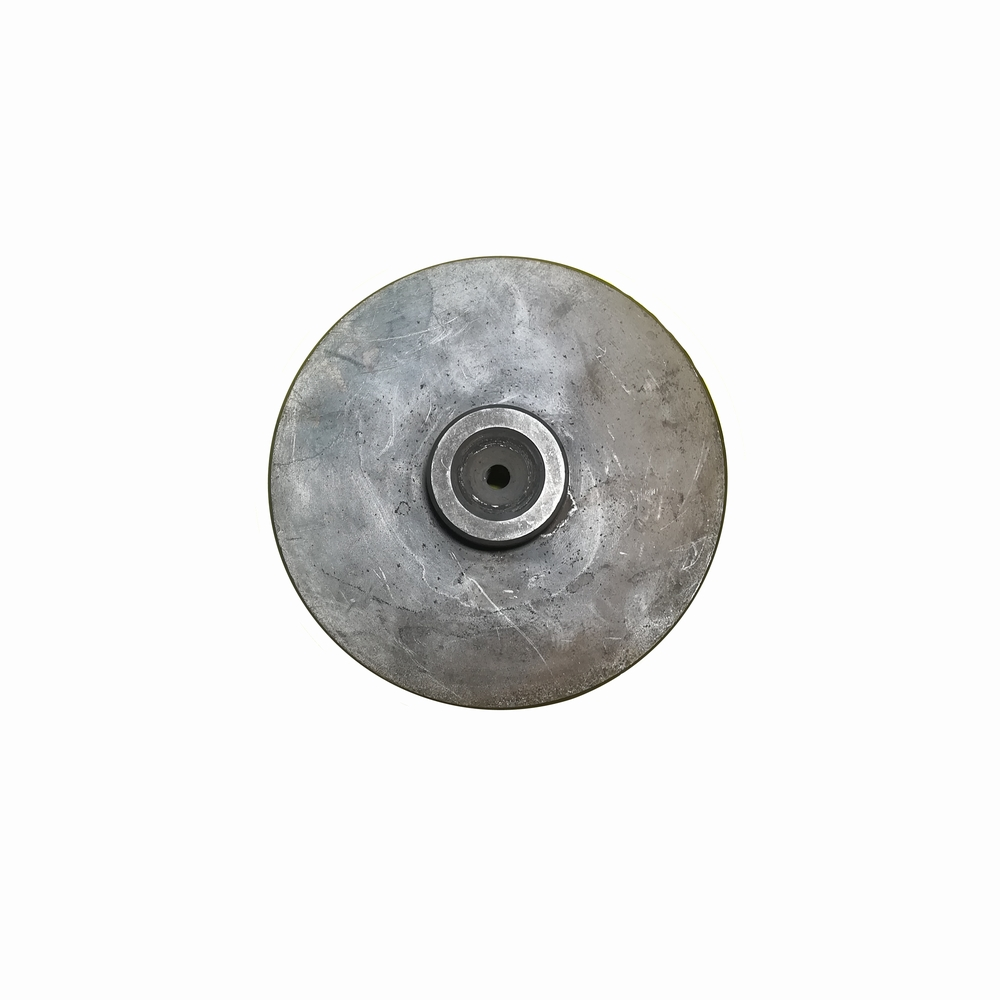
マウント

## 使い方と応用例
M2052制振合金は振動応力を直接受けることで振動エネルギーを吸収する。そのため、振動伝達経路に直接挟む（直列挿入）方法と振動伝達経路にダンパーとして置く（並列挿入）方法がある。また、並列挿入では金属板表面にシート材を張り付けることで制振鋼板のような複合型制振材料の機能を追加する方法もある。
自由な形状を制作でき、振幅依存が単純で使いやすいM2052は応用できる範囲が広いと言える。しかし地震のような大きなエネルギーを吸収できるわけではなく、また、ゴムや樹脂で十分な対策が可能である分野では採用されない。
M2052制振合金は音響装置や画像装置の分野で応用が始まり、次第に加工機械のビビり対策、面粗度の向上対策の分野へと広がっている。
| 業界名           | 想定課題 | 棒 材 | 板 材 | 箔 材 | 線 材 | 粉 体 | 使い方                                                                             |
| ---------------- | --- | ----- | ----- | ----- | ----- | ----- | ---------------------------------------------------------------------------------- |
| 産業機械         | 内部振動源、床振動による - 画像位置決め悪化 - ロボットサイクルタイム悪化                                        | ○     | ○     | ○     |       |       | 板金への板、箔の貼り付け。板バネ構造によるダンパー構造。他                         |
| 建築機械         | 粉砕機、エアーハンマーの騒音や白ロウ病                                                                          | ○     | ○     |       |       |       | 板金への板の貼り付け。他                                                           |
| 工作機械         | 機械内部振動源（モータ、主軸、X,Y,Z軸動作、等） 床振動、ビビりによる寸法精度、真円度、 面粗度（表面粗さ）の悪化 | ○     | ○     |       |       |       | マウント構造、板材を挟む、砥石パッキン。他                                         |
| 林業機械         | チェーンソーによる白ロウ病                                                                                      |       | ○     | ○     |       |       | 板金への板の貼り付け。他                                                           |
| 木工機械         | 鋸刃の切断音、鋸刃寿命                                                                                          |       | ○     | ○     |       |       | 鋸刃パッキン。他                                                                   |
| ラジコン         | モータ、エンジン、プロペラ回転 ブレードの回転軸の偏心による操作性悪化 映写映像の悪化（こんにゃく現象）          |       | ○     | ○     |       |       | ワッシャ、ネジ、板金への板、箔の貼り付け。他                                       |
| 測定器、電子機器 | トランス、コイル、モータ振動によるS/N比悪化                                                                     | ○     | ○     | ○     | ○     | ○     | ワッシャ、ネジ、板金への板、箔の貼り付け。線材巻き付け。他                         |
| オーディオ       | トランス、コイル、モータ振動による 高周波数ノイズの混入                                                         | ○     | ○     | ○     | ○     | ○     | ワッシャ、ネジ、板金への板、箔の貼り付け。線材巻き付け。他                         |
| 家電             | ダイソン掃除機の音対策                                                                                          | ○     | ○     | ○     | ○     |       | ワッシャ、ネジ、板金への板、箔の貼り付け。線材巻き付け。樹脂成型品への粉体混入。他 |
| 自動車           | エンジン、モータ、トランスミッション タイヤの騒音、乗り心地悪化                                                 | ○     | ○     |       |       |       | ベアリングケース、エンジン、モータマウント、板材貼り付け。他                       |
| 船舶             | ダクト、エンジン、隣室からの騒音                                                                                | ○     | ○     | ○     | ○     |       | 板金への板、箔の貼り付け。箔のハニカム構造。他                                     |
| 建築             | 地震による建物の変形、ダクトの音 上下左右の騒音、近隣道路の振動公害                                             | ○     | ○     | ○     | ○     |       | 板材による鎹構造、線材の引張構造。他                                               |
| 原発             | 地震、タービン回転 ウォーターハンマー等による冷却パイプの疲労破壊                                               |       | ○     |       | ○     |       | パイプ支持構造、パイプへの箔、板の貼り付け。他                                     |